# Hagworthingham
Hagworthingham is een civil parish in het bestuurlijke gebied East Lindsey, in het Engelse graafschap Lincolnshire. In 2001 telde het dorp 296 inwoners.
Het dorp heeft een kerk, gewijd aan de heilige drie-eenheid, een pub (The George & Dragon) en twaalf gebouwen op de Britse monumentenlijst. Iets ten zuiden van het dorp bevindt zich een grafheuvel uit de bronstijd.